# 雷·诺顿
雷·诺顿（英語：Ray Norton，1937年9月22日—），美国男子田径运动员，主攻短跑。他曾代表美国参加1959年泛美运动会田径比赛，获得三枚金牌。他也参加了1960年夏季奥运会。